# Jan Nepomnjaščij
Jan Aleksandrovič Nepomnjaščij (in russo Ян Александрович Непо́мнящий? /ˈjan ɐlʲɪkˈsandrəvʲɪtɕ nʲɪˈpomnʲɪɕːɪj/ , traslitterato anche Ian Nepomniachtchi; Brjansk, 14 luglio 1990) è uno scacchista russo, grande maestro.
È stato vice-campione del mondo, quando ha sfidato per il titolo mondiale il grande maestro norvegese Magnus Carlsen nell'edizione 2021 e il grande maestro cinese Ding Liren nell'edizione 2023 del Campionato del mondo. Campione europeo nel 2010, e due volte Campione russo, ha raggiunto e superato la fatidica quota 2700 punti Elo nel luglio dello stesso anno. Dal marzo del 2010 è entrato nella top 100 del ranking mondiale FIDE, dal febbraio del 2019 è nella lista dei migliori dieci al mondo per punteggio Elo.
Ha vinto quattro medaglie alle Olimpiadi degli scacchi con la Federazione russa. Ha vinto almeno una volta il Tal Memorial, l'Open Aeroflot e il Torneo di Dortmund.

## Biografia
Di origini ebraiche, impara gli scacchi all'età di quattro anni dallo zio. Il suo primo maestro è stato Valentin Semënovič Evdokimenko, che lo ha istruito dai cinque ai dodici anni circa. In questo periodo si mise in luce come promessa degli scacchi internazionali vincendo un Campionato del mondo Under 12 (2002) e due Campionati giovanili europei, rispettivamente un Under 10 (2000) e un Under 12 (2001).
Nel 2004 ha ottenuto il titolo di Maestro Internazionale, nel 2007 quello di Grande Maestro. Dal 2008 è allenato dall'ex campione europeo Vladimir Alekseevič Potkin.

## Stile di gioco
Giocatore molto combattivo e dalle grandi doti combinative. Con il bianco apre quasi invariabilmente 1.e4 mentre con il nero gioca di preferenza la difesa Siciliana contro l'apertura di Re, e la difesa Grünfeld contro l'apertura di Donna. Ha dichiarato che il suo giocatore preferito è Michail Tal'.
Durante il Torneo dei candidati vinto da Nepomnjaščij nel 2021, Magnus Carlsen ha dichiarato di lui che è un giocatore dalle grandi abilità tattiche, ma il suo punto debole è l'incostanza e la tendenza a sopravvalutare la posizione in alcune circostanze. Lo stesso Nepomnjaščij ha ammesso nella conferenza stampa post-vittoria del Torneo dei candidati di aver lavorato molto sulla sua preparazione come professionista solo dopo i 25 anni.

## Carriera

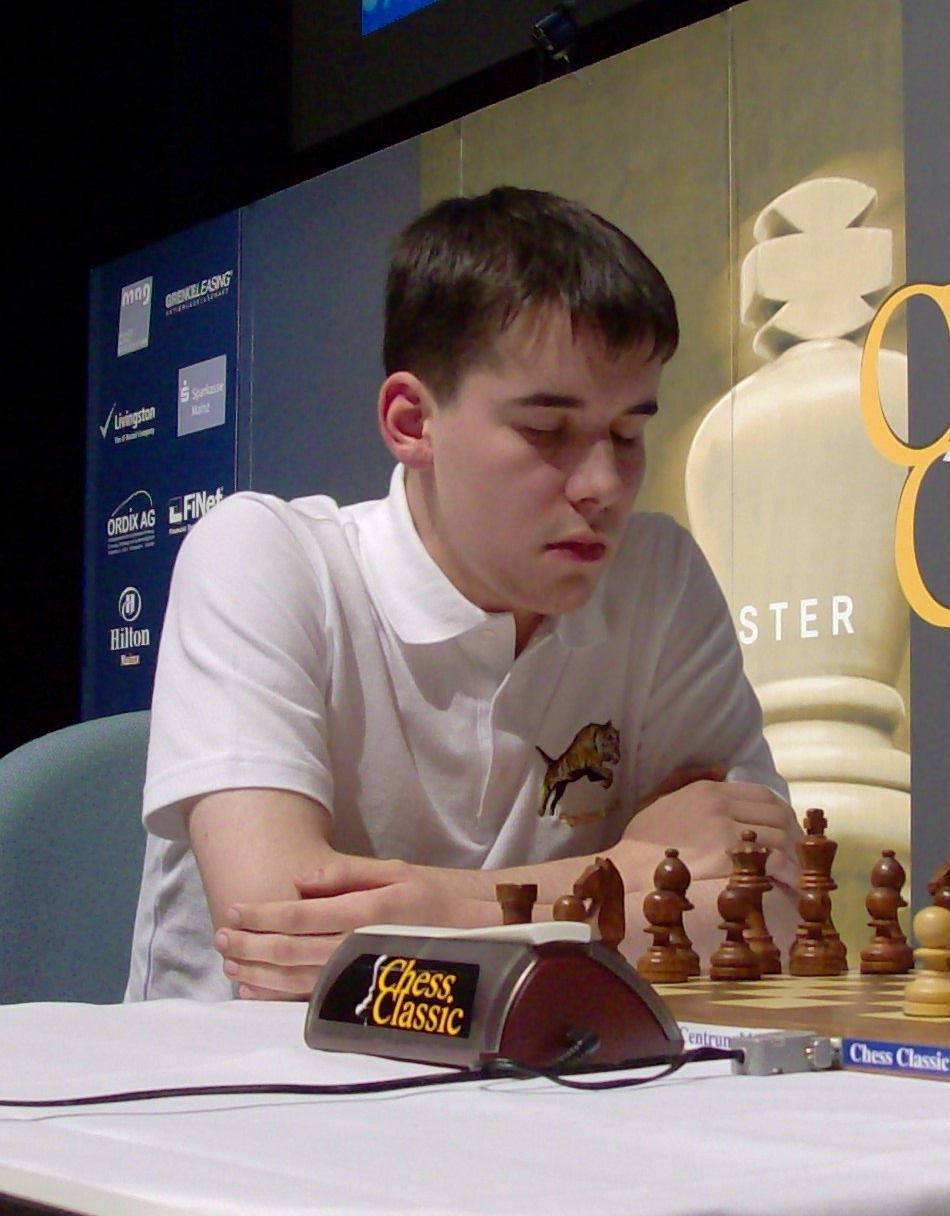
Nel 2009

- 2004: vince il campionato russo under-18

Tra gli altri risultati:
- 2003: vince a 13 anni il Tigran Petrosian Memorial di Mosca
- 2004: realizza 5/6 nel match Russia-Cina, miglior risultato della squadra russa
- 2005: 1º a Tomsk
- 2006: 2º a pari merito nell'Izmailov Memorial con 7/9;  2º nel torneo Young Stars of the World con 8/11
- 2007: 2º nel Corus-C di Wijk aan Zee con 10/13, 1/2 punto dietro Michail Krasenkov
- 2008
  - 2º a pari merito nello Sparkassen Chess Meeting di Dortmund dietro a Péter Lékó.
  - 1º all'Aeroflot Open di Mosca con 7/9, davanti a 65 avversari, per la gran parte grandi maestri.[9]
- 2009: 2º a Magonza nel campionato del mondo rapid (20'+5), vinto da Lewon Aronyan.[10].
- 2010
  - 2º al Capablanca Memorial di L'Avana dietro a Vasyl' Ivančuk, superando la quota di 2700 punti Elo.
  - vince a Fiume l'11º Campionato europeo individuale, con 9/11.
  - in settembre-ottobre gioca in prima scacchiera per la squadra Russia-2 alle Olimpiadi del 2010, ottenendo 6 1/2 su 9 e una medaglia di bronzo.
  - in dicembre vince a Mosca il Campionato russo assoluto, sconfiggendo nei play-off Sergej Karjakin.

- 2011

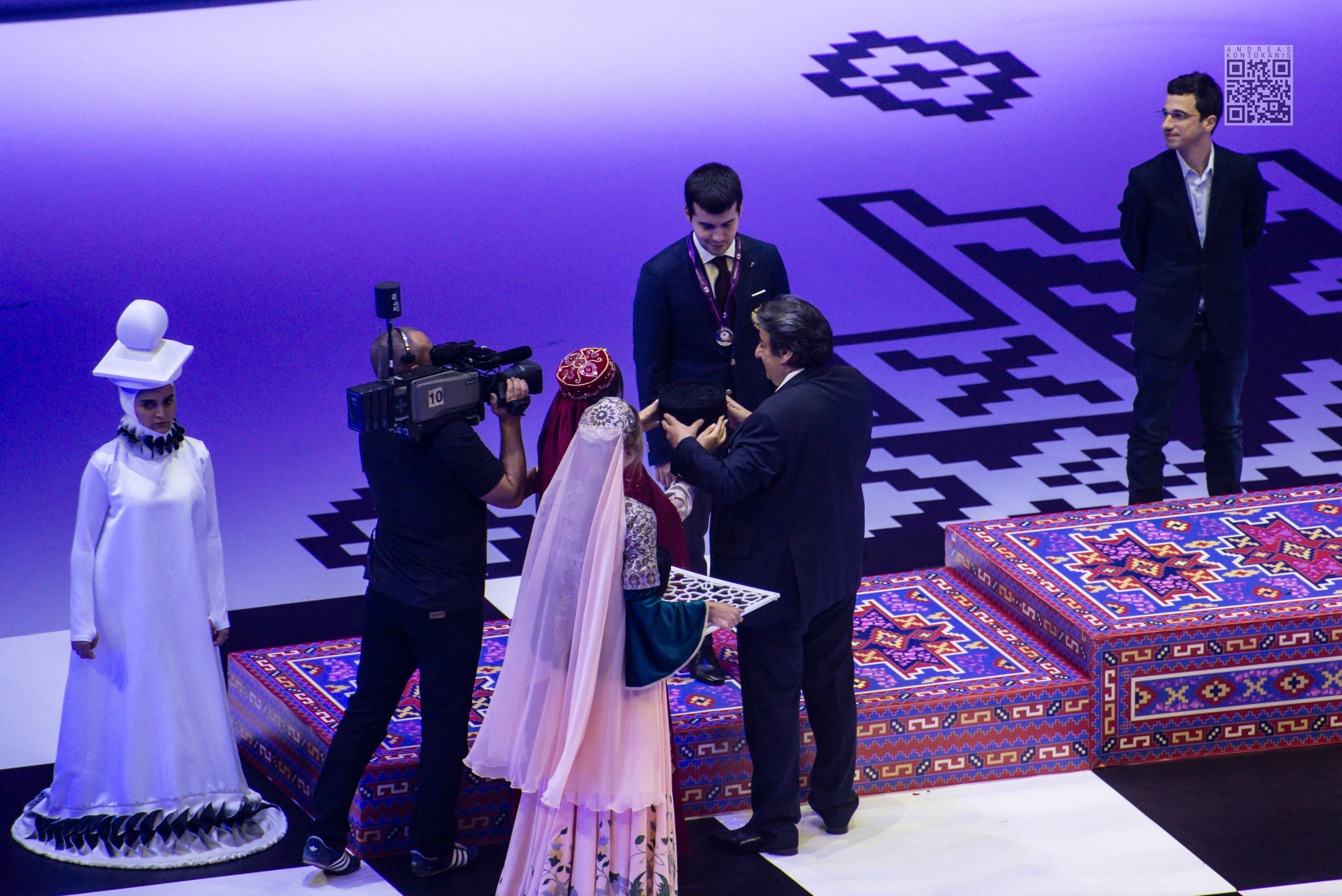
Durante la premiazione delle Olimpiadi 2016. A destra è riconoscibile la medaglia d'oro individuale Laurent Fressinet

  - Il 9 gennaio disputa un mini-match (due partite rapid di 25' più, in caso di pareggio, di quattro partite blitz) a Mosca contro Sergej Karjakin per il titolo di campione studentesco della Russia, essendo entrambi studenti della Russian State Social University (RSSU).
- 2013
  - vince l'Open Aeroflot con velocità Blitz.
  - vince ad Adalia con la Russia il Campionato del Mondo per nazioni.[11]
- 2015
  - vince ancora l'Open Aeroflot, questa volta a cadenza integrale, superando per spareggio tecnico Daniil Dubov.
  - 2º al Campionato del Mondo Rapid, svoltosi in ottobre a Berlino, con 10,5 punti su 15 e superato solo da Magnus Carlsen .[12]
  - in novembre a Reykjavík, da quarta scacchiera, vince con la Russia, il Campionato Europeo 2015 a squadre per nazioni .[13]
- 2016
  - vince l'Hainan Danzhou Super Grandmaster Tournament con 6 punti su 9.[14]
  - in settembre vince la Medaglia d'argento individuale alle Olimpiadi scacchistiche con la squadra della Russia; ha giocato in quarta scacchiera e ottenuto 8 punti.
  - in ottobre vince il prestigioso torneo Mikhail Tal Memorial con 6 punti su 9.
- 2017
  - in maggio vince il Campionato russo a squadre con il team della Siberia[15]; con la stessa squadra, che viene rinominata Globus, in ottobre vince la Coppa europea di scacchi per club.[16]
- 2018
  - in luglio a Gerusalemme vince il torneo rapid Gideon Japhet Cup con 6 punti su 10[17] e il Torneo di scacchi di Dortmund da imbattuto con 5 punti su 7 .[18]
- 2024
  - in dicembre a New York vince a pari merito con Magnus Carlsen il Campionato del mondo di scacchi lampo
- 2025
  - in marzo vince per la quarta volta  l'Open Aeroflot. In giugno a Londra vince il Campionato Mondiale blitz per Club con il WR Chess Team. [19]

### La sconfitta con Carlsen al mondiale
Nel 2019 in maggio vince a Mosca la prima tappa del FIDE Grand Prix 2019 battendo Aleksandr Griščuk in finale per 2,5-1,5. In luglio giunge 2º nel Torneo di Dortmund con il punteggio di 4 su 7 e miglior spareggio tecnico su Radosław Wojtaszek. Tra l'ottobre e il novembre dello stesso anno giunge 3º nel Mondiale 960, sconfitto in semifinale dal futuro campione dell'evento Wesley So e battendo nella "finalina" Fabiano Caruana.
In dicembre vince a Gerusalemme l'ultima tappa del FIDE Grand Prix 2019 battendo in finale Wei Yi, con questo risultato si classifica secondo nella classifica del Tour, qualificandosi per il Torneo dei candidati 2020-2021 del Mondiale 2020.
Nel 2020 in marzo è in testa al Torneo dei candidati a pari merito con Maxime Vachier-Lagrave al momento dell'interruzione per la Pandemia di COVID-19. In dicembre vince per la seconda volta il Campionato russo assoluto con 7,5 su 11, superando di mezzo punto Sergej Karjakin.

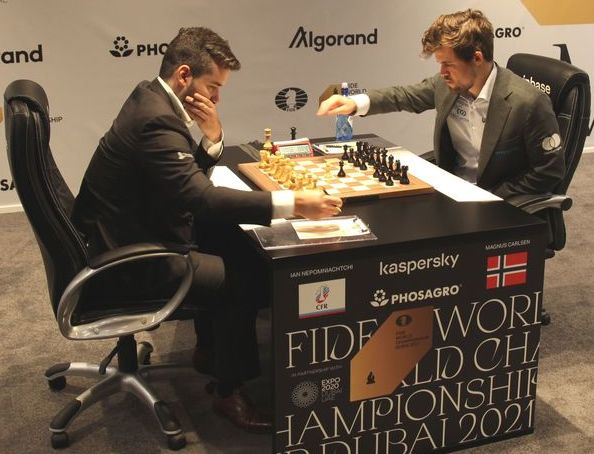
Magnus Carlsen e Jan Nepomniachtchi durante il match mondiale 2021

Nel 2021 apre l'anno venendo sconfitto da Anish Giri nella finale del Magnus Carlsen Invitational 2021, in aprile vince il torneo dei candidati con un turno di anticipo, acquisendo il diritto di sfidare Magnus Carlsen per il Campionato del Mondo.
Prima del match mondiale in giugno giunge 2º al "Paris Rapid & Blitz", seconda tappa del Grand Chess Tour: gli 11 punti nella sezione rapid e i 10,5 in quella blitz gli rendono 21,5 punti, 3 in meno del vincitore Wesley So. Nel mese di settembre partecipa al Norway Chess, dove arriverà quarto, in questa occasione gioca due partite contro il suo avversario per il titolo mondiale Carlsen, pattando entrambe le volte a tempo lungo e perdendo entrambi gli spareggi armageddon previsti dal regolamento del torneo. Nel match mondiale di Dubai patta le prime cinque partite, improntando il suo repertorio sulla partita spagnola di Bianco e sulla difesa russa e il gambetto di donna rifiutato di Nero. Perde la sesta partita di Nero dopo 136 mosse in un finale torre e cavallo e tre pedoni contro donna e pedone. Nella seconda parte del match perde tre partite su cinque, commettendo alcuni errori molto gravi e consegnando a Carlsen il quinto titolo di fila dopo 11 gare.

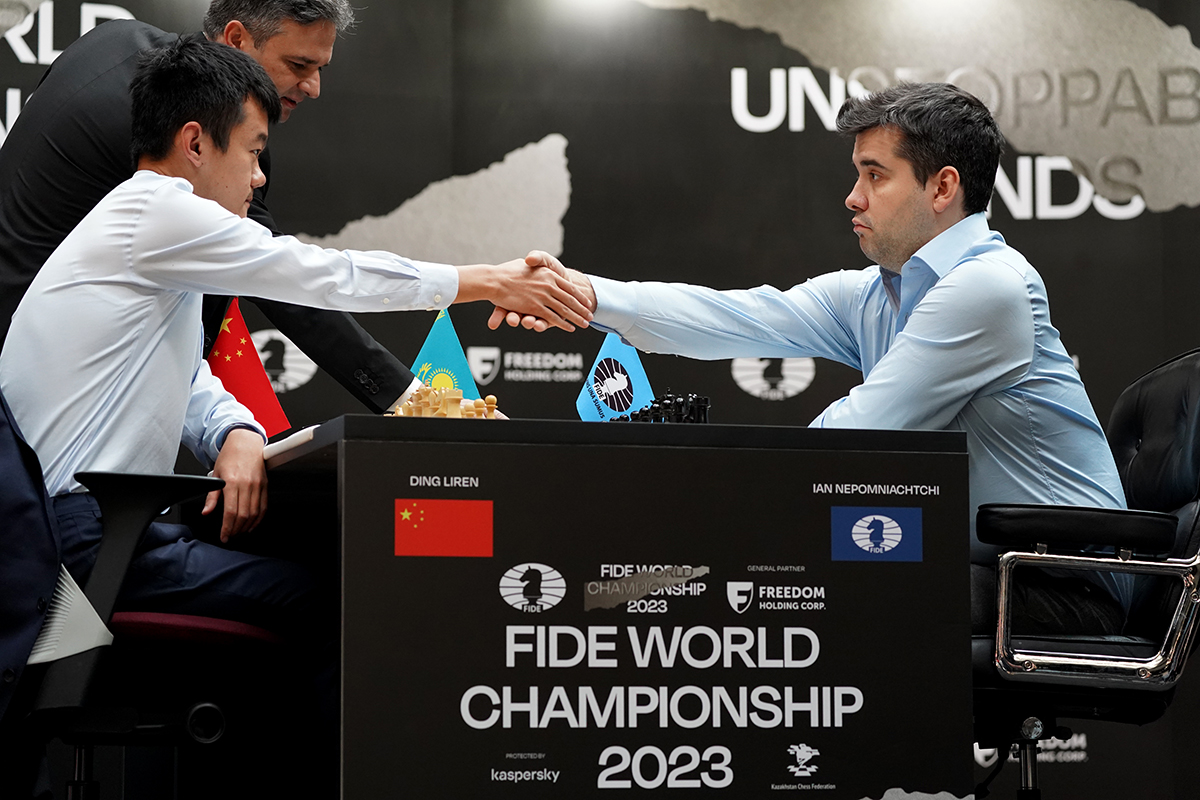
Ding Liren e Jan Nepomniachtchi durante il match mondiale 2023

### La rinuncia di Carlsen e il match mondiale con Ding Liren
Nel dicembre 2021 disputa a Varsavia il Mondiale Rapid, che lo vede giungere 2° alle spalle di Nodirbek Abdusattorov.
Nel luglio 2022 a Madrid vince ancora il Torneo dei candidati, superando di un punto e mezzo Ding Liren,, considerando l'annuncio di Magnus Carlsen che rinuncia a difendere il titolo, per regolamento sarà il cinese ad affrontare il russo nella sfida mondiale del 2023.
Il 30 aprile 2023 è sconfitto da Ding Liren che si aggiudica il titolo di campione mondiale vincendo col punteggio di 2.5 a 1.5 la quarta partita degli spareggi, dato che le partite a cadenza classica si erano chiuse col punteggio di 7 a 7.

## Statistiche
Nelle lista FIDE di marzo 2023 raggiunge il suo record di Elo, con 2795 punti (2º al mondo, 1º tra i giocatori russi).
Fino al match mondiale di Dubai del 2021 era l'unico tra i giocatori di élite ad avere un bilancio positivo con l'allora Campione del mondo Magnus Carlsen a tempo lungo (+4 =6 -1). Dopo il mondiale il bilancio è di (+4 =15 -5).
Il 3 dicembre del 2021 realizza, con il suo avversario Magnus Carlsen, il record della partita più lunga disputata durante un match mondiale, grazie alla sesta partita dell'incontro durata ben 136 mosse.

## Vita privata
Grande appassionato di calcio e videogiochi, è tifoso dello Spartak Mosca e del Barcellona. È un giocatore di Dota 2 e Hearthstone.

## Controversie
Durante l'11º turno del Campionato del mondo di scacchi lampo 2023 nella partita tra Daniil Dubov e Jan Nepomnjaščij, conclusa in parità, i due giocatori sono stati sanzionati dall'arbitro capo Ivan Syrovy, che ha deciso di dare partita persa a entrambi togliendo così loro il mezzo punto conquistato, in quanto i due si sarebbero accordati sul risultato ottenuto in modo scorretto.